# عبد الصمد بن عبد الوارث
عبد الصمد بن عبد الوارث أحد رواة الحديث النبوي ، اسمه أبو سهل عبد الصمد بن عبد الوارث بن سعيد بن ذكوان التنوري ، من رواة الحديث الثقات توفي سنة سبع ومائتين.

## روايته للحديث النبوي
- روى الحديث عن أبيه عبد الوارث بن سعيد وهشام الدستوائي وعكرمة بن عمار وأبي خلدة خالد بن دينار وإسماعيل بن مسلم العبدي وربيعة بن كلثوم وأبان بن يزيد وشعبة بن الحجاج وحرب بن شداد وحرب بن ميمون وحرب بن أبي العالية.
- وحدث عنه يحيى بن معين وإسحاق وأحمد بن حنبل وبندار وهارون الحمال ومحمد بن يحيى الذهلي وحجاح بن الشاعر وأبو قلابة الرقاشي وابنه عبد الوارث بن عبد الصمد، [1]

## الجرح والتعديل
- أبو عبد الله الحاكم النيسابوري: قة مأمون.
- أحمد بن صالح الجيلي: ثقة.
- ابن حجر العسقلاني: صدوق ثبت في شعبة.
- الذهبي: الحافظ الحجة.
- شعبة بن الحجاج: ثبت.
- عبد الباقي بن قانع البغدادي: ثقة يخطئ.
- علي بن المديني: ثبت في شعبة.
- محمد بن سعد كاتب الواقدي: ثقة إن شاء الله.
- محمد بن عبد الله بن نمير: وثقه.
- مصنفوا تحرير تقريب التهذيب: ثقة ومن عجب أن يترك المصنف توثيق كل هؤلاء، ويتمسك بقول أبي حاتم الذي تفرد به مع ما هو معروف عنه من التعنت.
- يحيى بن معين: وثقه ؛ وقال في رواية ابن محرز: والله ثقة.[2]